# Пасажирські причали Москви
Судноплавство в Москві здійснюється по річці Москві, Водовідвідному каналу Москви-ріки й каналу імені Москви, а також (тільки в технічних цілях) по Яузі. Всі причали, що знаходяться в експлуатації, використовуються теплоходами тільки в прогулянкових цілях. Експлуатацію причалів Москви на Москві-річці забезпечує ДБУ «Гормост».

## Список причалів

### Канал імені Москви
| Назва                     | Розташування                                                            | Координати                                                                  | Фото |
| ------------------------- | ----------------------------------------------------------------------- | --------------------------------------------------------------------------- | ---- |
| Північний річковий вокзал | Лівий берег Хімкинського водосховища, Ленінградське шосе, будинок 51    | 55°51′04.2″ пн. ш. 37°28′01.8″ сх. д. / 55.851167° пн. ш. 37.467167° сх. д. |      |
| Срібний Бір-3             | Правий берег каналу, Перша лінія Хорошевського Срібного Бору            | 55°47′06″ пн. ш. 37°26′41″ сх. д. / 55.78500° пн. ш. 37.44472° сх. д.       |      |
| Захарково                 | Правий берег Хімкинського водосховища, проїзд Досфлота, біля будинку 16 | 55°50′56.3″ пн. ш. 37°27′31.7″ сх. д. / 55.848972° пн. ш. 37.458806° сх. д. |      |

### Річка Москва
| Назва                                 | Розташування | Координати                                                                  | Фото |
| ------------------------------------- | --- | --------------------------------------------------------------------------- | ---- |
| Срібний Бір-1                         | Лівий берег, Центральний проїзд Хорошевського Срібного Бору                                                                | 55°47′13.8″ пн. ш. 37°26′15.7″ сх. д. / 55.787167° пн. ш. 37.437694° сх. д. |      |
| Срібний Бір-2                         | Лівий берег, Таманська вулиця                                                                                              | 55°47′08.9″ пн. ш. 37°25′27.6″ сх. д. / 55.785806° пн. ш. 37.424333° сх. д. |      |
| Троїце-Ликове                         | Правий берег, Туркменський проїзд                                                                                          | 55°47′31.1″ пн. ш. 37°24′33.1″ сх. д. / 55.791972° пн. ш. 37.409194° сх. д. |      |
| Крилатське                            | Правий берег, біля Крилатського мосту                                                                                      | 55°44′55.2″ пн. ш. 37°26′07.2″ сх. д. / 55.748667° пн. ш. 37.435333° сх. д. |      |
| Кунцево                               | Правий берег, Ворошиловський парк                                                                                          | 55°44′27.6″ пн. ш. 37°27′34.4″ сх. д. / 55.741000° пн. ш. 37.459556° сх. д. |      |
| Філі                                  | Правий берег, Фільовська набережна                                                                                         | 55°44′58″ пн. ш. 37°28′32″ сх. д. / 55.74944° пн. ш. 37.47556° сх. д.       |      |
| Верхні Мньовники                      | Лівий берег, Карамишевська набережна, біля будинку 2                                                                       | 55°46′07.6″ пн. ш. 37°29′16.8″ сх. д. / 55.768778° пн. ш. 37.488000° сх. д. |      |
| Кутузовський                          | Правий берег, набережна Тараса Шевченка, біля будинку 29                                                                   | 55°44′39.9″ пн. ш. 37°32′18″ сх. д. / 55.744417° пн. ш. 37.53833° сх. д.    |      |
| Міст Багратіон                        | Лівий берег, Краснопресненська набережна                                                                                   | 55°44′49.6″ пн. ш. 37°32′35.5″ сх. д. / 55.747111° пн. ш. 37.543194° сх. д. |      |
| Набережна Тараса Шевченка             | Правий берег, набережна Тараса Шевченка                                                                                    | 55°44′46.8″ пн. ш. 37°32′42.1″ сх. д. / 55.746333° пн. ш. 37.545028° сх. д. |      |
| Міжнародна виставка                   | Лівий берег, Краснопресненська набережна                                                                                   | 55°44′55.4″ пн. ш. 37°32′48.0″ сх. д. / 55.748722° пн. ш. 37.546667° сх. д. |      |
| Краснопресненський парк               | Лівий берег, Краснопресненська набережна                                                                                   | 55°45′02.0″ пн. ш. 37°33′01.0″ сх. д. / 55.750556° пн. ш. 37.550278° сх. д. |      |
| Червона Пресня                        | Лівий берег, Краснопресненська набережна                                                                                   | 55°45′10.0″ пн. ш. 37°33′22.0″ сх. д. / 55.752778° пн. ш. 37.556111° сх. д. |      |
| ТЕЦ-7                                 | Лівий берег, Краснопресненська набережна                                                                                   | 55°45′15.6″ пн. ш. 37°33′50.0″ сх. д. / 55.754333° пн. ш. 37.563889° сх. д. |      |
| Готель «Україна»                      | Правий берег, набережна Тараса Шевченка                                                                                    | 55°45′10.3″ пн. ш. 37°33′58.6″ сх. д. / 55.752861° пн. ш. 37.566278° сх. д. |      |
| Київський вокзал                      | Правий берег, Бережковська набережна                                                                                       | 55°44′36.5″ пн. ш. 37°34′18.8″ сх. д. / 55.743472° пн. ш. 37.571889° сх. д. |      |
| Лужники — північний причал            | Лівий берег, Лужнецька набережна                                                                                           | 55°43′35.0″ пн. ш. 37°32′44.0″ сх. д. / 55.726389° пн. ш. 37.545556° сх. д. |      |
| Сетунь                                | Правий берег, Воробйовська набережна                                                                                       | 55°43′36.3″ пн. ш. 37°32′33.6″ сх. д. / 55.726750° пн. ш. 37.542667° сх. д. |      |
| Воробйовська набережна-1              | Правий берег, Воробйовська набережна                                                                                       | 55°43′26.0″ пн. ш. 37°32′24.9″ сх. д. / 55.723889° пн. ш. 37.540250° сх. д. |      |
| Воробйовська набережна-2              | Правий берег, Воробйовська набережна                                                                                       | 55°43′19.9″ пн. ш. 37°32′22.9″ сх. д. / 55.722194° пн. ш. 37.539694° сх. д. |      |
| Воробйовська набережна-3              | Правий берег, Воробйовська набережна                                                                                       | 55°43′14.3″ пн. ш. 37°32′22.3″ сх. д. / 55.720639° пн. ш. 37.539528° сх. д. |      |
| Воробйові гори                        | Правий берег, Воробйовська набережна                                                                                       | 55°42′42.3″ пн. ш. 37°32′48.2″ сх. д. / 55.711750° пн. ш. 37.546722° сх. д. |      |
| Лужники — центральний причал          | Лівий берег, Лужнецька набережна                                                                                           | 55°42′47.9″ пн. ш. 37°32′57.3″ сх. д. / 55.713306° пн. ш. 37.549250° сх. д. |      |
| Лужники — південний причал            | Лівий берег, Лужнецька набережна                                                                                           | 55°42′43.5″ пн. ш. 37°34′05.6″ сх. д. / 55.712083° пн. ш. 37.568222° сх. д. |      |
| Андріївський монастир                 | Правий берег, Андріївська набережна                                                                                        | 55°42′41.8″ пн. ш. 37°34′20.3″ сх. д. / 55.711611° пн. ш. 37.572306° сх. д. |      |
| Фрунзенська набережна                 | Лівий берег, Фрунзенська набережна, біля будинку 46                                                                        | 55°43′06.0″ пн. ш. 37°34′57.6″ сх. д. / 55.718333° пн. ш. 37.582667° сх. д. |      |
| ЦПКіВ                                 | Правий берег, Пушкінська набережна                                                                                         | 55°43′20.7″ пн. ш. 37°35′26.6″ сх. д. / 55.722417° пн. ш. 37.590722° сх. д. |      |
| Кримський міст                        | Лівий берег, Фрунзенська набережна, біля будинку 10                                                                        | 55°43′56.8″ пн. ш. 37°35′45.7″ сх. д. / 55.732444° пн. ш. 37.596028° сх. д. |      |
| Храм Христа Спасителя                 | Лівий берег, Пречистенська набережна, біля храму Христа Спасителя                                                          | 55°44′38.8″ пн. ш. 37°36′29.4″ сх. д. / 55.744111° пн. ш. 37.608167° сх. д. |      |
| Театр Естради (Великий Кам'яний міст) | Правий берег, Берсенівська набережна, біля Театру Естради                                                                  | 55°44′42.4″ пн. ш. 37°36′38.5″ сх. д. / 55.745111° пн. ш. 37.610694° сх. д. |      |
| Софійська набережна                   | Правий берег, Софійська набережна, біля будинку 16                                                                         | 55°44′52.1″ пн. ш. 37°37′00.6″ сх. д. / 55.747806° пн. ш. 37.616833° сх. д. |      |
| Зарядье                               | Лівий берег, Москворіцька набережна, біля парку Зарядье                                                                    | 55°44′58.4″ пн. ш. 37°37′45.2″ сх. д. / 55.749556° пн. ш. 37.629222° сх. д. |      |
| Великий Устьїнський міст              | Лівий берег, Москворіцька набережна, біля Військової академії ракетних військ стратегічного призначення ім. Петра Великого | 55°44′54.5″ пн. ш. 37°38′09.9″ сх. д. / 55.748472° пн. ш. 37.636083° сх. д. |      |
| Новоспаський міст                     | Лівий берег, Краснохолмська набережна, біля Новоспаського монастиря                                                        | 55°43′49.0″ пн. ш. 37°39′12.6″ сх. д. / 55.730278° пн. ш. 37.653500° сх. д. |      |
| Кленовий бульвар                      | Правий берег, Нагатінська набережна, біля будинку 40                                                                       | 55°41′10.7″ пн. ш. 37°40′17.6″ сх. д. / 55.686306° пн. ш. 37.671556° сх. д. |      |
| Південний річковий вокзал             | Лівий берег, проспект Андропова 14                                                                                         | 55°41′23.4″ пн. ш. 37°40′37.0″ сх. д. / 55.689833° пн. ш. 37.676944° сх. д. |      |
| Міловий                               | Правий берег, Нагатінська набережна, біля будинку 70                                                                       | 55°41′27.9″ пн. ш. 37°41′48.6″ сх. д. / 55.691083° пн. ш. 37.696833° сх. д. |      |
| Печатники                             | Лівий берег, вулиця Гурьянова, біля будинку 35                                                                             | 55°41′01.0″ пн. ш. 37°42′51.1″ сх. д. / 55.683611° пн. ш. 37.714194° сх. д. |      |
| Коломенське                           | Правий берег, музей-заповідник Коломеньске, вулиця Жужа                                                                    | 55°40′10.7″ пн. ш. 37°40′36.0″ сх. д. / 55.669639° пн. ш. 37.676667° сх. д. |      |
| Мар'їне                               | Лівий берег, Батайський проїзд, біля будинку 33                                                                            | 55°38′30.5″ пн. ш. 37°43′30.1″ сх. д. / 55.641806° пн. ш. 37.725028° сх. д. |      |
| Братєєво                              | Правий берег, вулиця Борисовські ставки, біля будинку 24                                                                   | 55°38′28.1″ пн. ш. 37°45′15.8″ сх. д. / 55.641139° пн. ш. 37.754389° сх. д. |      |

### Водовідвідний канал
| Назва          | Розташування                                     | Координати                                                                  | Фото |
| -------------- | ------------------------------------------------ | --------------------------------------------------------------------------- | ---- |
| Третьяковський | Правий берег, Болотна набережна, біля будинку 14 | 55°44′40.1″ пн. ш. 37°37′05.5″ сх. д. / 55.744472° пн. ш. 37.618194° сх. д. |      |